# HK MagicTech Electronic Group Limited
HK MagicTech Electronic Co. LTD – chińskie przedsiębiorstwo elektroniczne założone w 2010 r. w Shenzhen. Oferta MagicTech obejmuje laptopy, tablety, telefony komórkowe, nawigacje GPS, mp5 itp. Swoje produkty sprzedaje wielu krajowym, jak i zagranicznym odbiorcom, którzy odsprzedają je pod różnymi markami. Przedsiębiorstwo prowadzi sprzedaż wyrobów własnych (w kraju i za granicą) także pod markami własnymi, do których należą: Sanei Cube, Ainol Player, Ramos, Pipo, Allfine, MyKingdom, Onda.
Wartość roczna sprzedaży mieści się w przedziale: 1–2,5 mln USD.
Przedsiębiorstwo zatrudnia ponad 250 pracowników (w tym 6 wykwalifikowanych inżynierów) i zajmuje obszar około 2 tys. m², na którym zlokalizowana jest produkcja i magazyny.

## Produkty
- MyKingdom M10 4G LTE – tablet